# Mihai Brătilă
Mihai Brătilă (n. 10 aprilie 1973, București, România) este un actor și regizor român, absolvent al Universității Naționale de Artă, Teatru și Cinematografie București în anul 1998 la clasa Dem Rădulescu și a cursurilor de regie cu lectorul universitar Valeriu Moisescu.
Actorul a fost căsătorit cu actrița Ioana Flora, cu care are doi băieți gemeni.

## Festivaluri / Premii
- 1987—Costinești—Cântec în zori—Premiul de interpretare masculină
- 1988—Costinești—Nelu—Mențiune
- 1997—CineMAiubit—Până la capăt—Premiul de interpretare masculină
- 1998—CineMAiubit—N-am nimic pe sub tricou—Premiu de interpretare masculină[4]

## Viața personală
Mihai Brătila a fost casatorit cu actrița Ioana Flora și au doi gemeni împreună, Ștefan Alexandru și Luca Ioan Brătilă.

## Filmografie

### Actor
- Nelu—Nelu—1987
- Vulcanul stins (1987)
- O vară de neuitat—caporalul Nicolae—1994
- Prea târziu (1996) — martorul
- Terminus Paradis (1998) — Ilieș/ dezertorul
- N-am nimic pe sub tricou (scurtmetraj)—Tânărul—1998
- Cântec în zori—Matei Oprișan—1986
- În fiecare zi Dumnezeu ne sărută pe gură—2000
- Popcorn Story—Zet—2001
- Tancul—Lae—2002
- Furia (2002) — suporterul furios
- Un cartuș de Kent și un pachet de cafea—chelnerul—2003
- Moartea domnului Lăzărescu (2005) — dr. Breslașu

### Regizor
- Fetele lu' dom' Profesor (serial tv)—2014
- Moștenirea (serial tv)—2010/2011
- Aniela (serial tv)—2009/2010
- Îngerașii (serial tv)—2008
- Arestat la domiciliu (serial tv)—2008